# Ilan Šalgi
Ilan Šalgi (hebrejsky: אילן שלגי) je izraelský politik a bývalý poslanec Knesetu za stranu Šinuj.

## Biografie
Narodil se 13. července 1945. Sloužil v izraelské armádě, kde dosáhl hodnosti podplukovníka (Sgan Aluf). Vystudoval právo na Telavivské univerzitě. Pracoval jako právník. Hovoří hebrejsky, anglicky, německy a francouzsky.

## Politická dráha
V letech 1987–1990 byl předsedou organizace přátel skautského hnutí Gadna. V letech 1993–1996 zasedal ve vedení ropné rafinérie. V letech 1996–1999 a 2001–2003 předsedal sekretariátu strany Šinuj, mezitím předseda stranickému odboru pro zahraniční záležitosti a obranu.
V izraelském parlamentu zasedl po volbách do Knesetu v roce 2003, v nichž nastupoval za stranu Šinuj. Byl předsedou výboru pro vzdělávání, kulturu a sport, zasedal jako člen ve výboru pro status žen, výboru pro práva dětí, výboru pro televizi a rozhlas, výboru pro zahraniční dělníky a výboru pro zahraniční záležitosti a obranu.
Vzhledem k vysokému volebnímu zisku strany Šinuj získala tato formace i vládní posty. Šalgi byl v roce 2004 ministrem vědy a technologie a na podzim téhož roku krátce zastával i post ministra životního prostředí.
Ke konci volebního období došlo ve straně Šinuj k rozkolu, při kterém ji opustila většina poslaneckého klubu včetně Šalgiho a založila novou politickou formaci Chec. Ta ale ve volbách do Knesetu v roce 2006 nezískala dost hlasů pro přidělení mandátu.